# Guibaili
Unter dem Begriff Guibaili versteht man einen Gruß in kniender Haltung beim chinesischen Kampfsport.
Diese Variante wird am Anfang und Ende des Trainings ausgeführt. Dazu knien sich alle mit dem Gesicht zur Stirnwand des Raumes, der die Wappen der Schule, die Symbole der Kampfkunst oder ein Bild des Meisters trägt. Dann verbeugt man sich dreimal. Einmal vor den höheren Idealen, einmal vor den Ahnen und einmal vor den alten Meistern.
Das Training sollte mit folgender Begrüßung beginnen und enden: Der Lehrer steht vorne, alle blicken zur Stirnwand. Auf das Kommando „Jingli“ (Grüßen) grüßen alle stehend (Qugongli), danach wird das Guibaili ausgeführt. Auf das Kommando „Qili“ (Aufstehen) erheben sich alle und verbeugen sich noch einmal stehend. Dann dreht sich der Lehrer zur Gruppe um, und es wird ein letztes Mal Qugongli ausgetauscht.
Dieses System ist vom Konfuzianismus (Rujia) stark beeinflusst, aber auch in den daoistisch geprägten Kampfkünsten wie Taijiquan üblich.